# Iluzja 2
Iluzja 2 (ang. Now You See Me 2) – amerykański heist film kryminalny z 2016 roku w reżyserii Jona M. Chu. Jest to kontynuacja Iluzji. Film przedstawia historię grupy magików Czterech Jeźdźców, którzy próbują ujawnić nieetyczne praktyki technologicznego magnata. W trakcie swojego show wpadają w pułapkę i muszą dokonać niemal niemożliwego napadu.

## Obsada
- Jesse Eisenberg jako J. Daniel Atlas
- Mark Ruffalo jako agent Dylan Rhodes/Shrike
- William Henderson jako młody Dylan
- Woody Harrelson jako Merritt McKinney/Chase McKinney
- Dave Franco jako Jack Wilde
- Lizzy Caplan jako Lula May
- Daniel Radcliffe jako Walter Mabry
- Morgan Freeman jako Thaddeus Bradley
- Jay Chou jako Li
- Sanaa Lathan jako agent Natalie Austin
- Michael Caine jako Arthur Tressler

## Produkcja
Po sukcesie kinowym Iluzji 3 lipca 2013 roku Jon Feltheimer, CEO Lions Gate, ogłosił powstanie drugiej części filmu, a produkcja miała rozpocząć się w 2014 roku. We wrześniu 2014 roku pojwiła się informacja, że Jon M. Chu zastąpi Louisa Leterriera na stanowisku reżysera. 2 października tego samego roku Michael Cane ogłosił w wywiadzie, że Daniel Radcliffe zagra w filmie jego syna, a zdjęcia rozpoczną się w Londynie w grudniu. W tym samym miesiącu poinformowano, że Isla Fisher nie będzie w stanie powtórzyć swojej roli jako Henley Reeves z powodu ciąży, a na jej miejscu pojawi się Lizzy Caplan jako Lula. 22 grudnia 2014 roku doniesiono, że Morgan Freeman nie zamierza powtórzyć swojej roli, lecz 19 stycznia 2015 roku reżyser filmu opublikował na Instagramie swoje selfie z aktorem, potwierdzając, że wróci.
25 listopada 2014 roku Mark Ruffalo napisał na Facebooku, że zdjęcia do filmu rozpoczęły się w Londynie. 11 marca 2015 roku ekipa filmowa przeniosła się do Chin, gdzie kręciła sceny w Makau. Zdjęcia zakończono 12 maja w Nowym Jorku.

## Odbiór filmu
W agregatorze recenzji Metacritic średnia ocen filmu z 33 recenzji wyniosła 46/100 punktów, a w serwisie Rotten Tomatoes otrzymał 33%.